# Мери, војвоткиња од Хервуда
Мери, војвоткиња од Хервуда или Мери, принцеза Ројал и војвоткиња од Хервуда је била члан британске краљевске породице. Била је једина ћерка Џорџа V и Марије од Тека. Такође је била тетка краљице Елизабете II. У Првом светском рату бавила се добротворним радом за подршку војницима и њиховим породицама. Титулу принцезе Ројал добила је 1932. године. Током Другог светског рата била је командир контролора Помоћне територијалне службе. Мери и њен супруг, Хенри Ласелс, 6. гроф од Хервуда, имали су два сина, Џорџа и Џералда.

## Рани живот
Принцеза Мери рођена је 24. априла 1897. у Јорк Котиџу на имању Сандрингам у Норфоку за време владавине њене прабаке краљице Викторије. Била је треће дете и једина ћерка војводе и војвоткиње од Јорка. Њен отац је био најстарији преживели син принца и принцезе од Велса, док је мајка била најстарије дете и једина ћерка војводе и војвоткиње од Тека. Названа је Викторија Александра Алиса Мери, по прабаки краљице Викторије по оцу; баки по оцу Александри, принцези од Велса; њена бака по мајци, Мари Аделаиде, војвоткиња од Тека; и њене пратетке Алисе, велике војвоткиње од Хесена и покрајине Рајне, са којима је делила рођендан. Била је позната по последњем од својих хришћанских имена, Мери (Марија). У време свог рођења била је пета у наследној линији, заменили су је њена млађа браћа, принц Хенри, принц Џорџ и принц Џон.
Њу је у цркви Свете Марије Магдалене код Сандрингама крстио 7. јуна 1897. Вилијам Далримпл Маклаган, надбискуп Јорка. Кумови су јој били: краљица (њена прабаба); краљ Грчке (њен пра стриц по оцу); удовица царица Русије (њена пратетка по оцу); принц и принцеза од Велса (њени бака и дека по оцу); војвоткиња од Тека (њена бака по мајци); Принцеза Викторија од Велса (њена тетка по оцу); и принц Франсис од Тека (њен ујак). Њени бака и деда, краљ Едвард VII и краљица Александра, ступили су на престо 1901. године, када је Мери имала три године.
Принцезу Мери образовале су гувернанте, али је неке лекције поделила са својом браћом, принцом Едвардом, принцом Албертом и принцом Хенријем. Течно је говорила немачки и француски језик, а током читавог живота развила је интересовање за коње и коњске трке. Њено прво појављивање у држави било је на крунисању њених родитеља, краља Џорџа V и краљице Марије у Вестминстерској опатији 22. јуна 1911. године.

## Добротворни рад
Током Првог светског рата, принцеза Мери посетила је болнице и социјалне организације са својом мајком, помажући у пројектима за пружање утехе британским војницима и помоћ њиховим породицама. Један од тих пројеката био је Божићни поклон фонд принцезе Мери, путем којег су поклони у вредности од 100.000 фунти послати свим британским војницима и морнарима за Божић, 1914. године. Вредност те инвестиције у 2017. години износила је 11 милиона фунти. Активно је учествовала у промоцији покретима Girl Guide movement, the VADs, и Land Girls. У јуну 1918. године, након најаве у часопису „Џентлмен“, започела је курс за негу болесника у улици Грејт Ормонд, радећи два дана у недељи.
Јавне дужности принцезе Мери одражавале су њену забринутост за негу војника. У периоду који је претходио њеном браку, девојке и жене у Британском царству зване Мери и њене варијанте (укључујући Мари, Меј и Миријам) удружиле су се да би формирале „Марије царства“ и донирале новац за венчани поклон. Овај фонд је представила Удружењу девојака водича за куповину Фоклиса (кућа која је служила као место за окупљање активиста); такође је уложила половину прихода у исти циљ, на одржавање, укупно 10.000 фунти, што је омогућило да пројекат иде напред.
Постала је почасна председница Британског удружења водича девојака 1920. године, положај који је заузимала до своје смрти. У јулу 2013. објављено је да је откривен филм из 1927. године у којем се угошћује принцеза Мери у Хришћанском удружењу младих жена у Ханслету. Године 1921. принцеза је постала први покровитељ Удружења Незаборављених, положај који је заузимала до своје смрти 1965. године. Прву божићну чајанку добротворне организације организовала је и одржала у Палати Светог Џејма 1921. године када је позвала 600 рањених војника на поподневни чај и од тада се догађај одржава сваке године. Године 1926. принцеза Мери постала је врховна заповедница британских одреда Црвеног крста.
Двадесетих година прошлог века била је покровитељ музичког фестивала у Лидсу. До 1940-их, принцеза Мери је присуствовала уводним вечерима и многим наступима фестивала, као и њен син Џорџ и његова супруга, грофица од Хервуда, рођена Марион Стајн, бивша пијанисткиња концерта. Џорџ је био запажени музички критичар чија је каријера укључивала улогу уметничког директора музичког фестивала у Лидсу.
Године 1931. именована је покровитељком пројекта за едукацију жена у Јоркширу. Такође је била покровитељица Девојачке патриотске уније дневних школа.
Новине из децембра 1933. бележе да је чланица одбора, госпођица Елинор Г. Луптон, покренула „Апел за амбуланту“ са „Принцезом Ројал“ пристајући да „постане покровитељ целог Апела“ - подржавајући „шему“ прикупљања средстава за амбуланту у Лидсу. Потпредседници одбора били су Мерина снаја Хон. Госпођа Едвард Ласелс. Међу осталим женама које су „служиле у Комитету“ биле су госпођа Ноел Мидлтон, Лејди Бертон и госпођица Ј.Б. Китсон. Мери је постала покровитељица амбуланте у Лидсу 1936. године.

## Брак и венчање
Дана 28. фебруара 1922. принцеза Мери се удала за грофа Ласелса, старијег сина Хенрија Ласелса, 5. грофа Хервуда, и Лејди Флоренс Бриџман, ћерке Орланда Бриџмана. Невеста је имала 24 године, док је младожења имао 39 година.
Њихово венчање одржано је у Вестминстерској опатији и привукло је велике гужве на путу до Бакингемске палате. Церемонија је била прво краљевско венчање које је покривено у модним часописима, укључујући и Вог. Њену венчаницу креирала су господа Равиле и комбиновала је „младалачку једноставност са краљевским сјајем“. Дизајниран је како би одражавао „положај Британије као владара огромног царства; амблематични мотиви цветова лотоса извезени у Индији садржани су заједно са домаћим, али подједнако симболичним решеткама ружа у бисерима и кристалним перлицама.“ Принцеза је одбила да подели детаље свог меденог месеца са новинарима. Била је то прва краљевска прилика у којој је леди Елизабет Бовес-Лајон, пријатељица принцезе Мери, учествовала као једна од деверуша. Касније се удала за Мериног брата, принца Алберта, и постала краљица супруге Уједињеног Краљевства након његовог приступања 1936. године.
Невестини пратиоци били су:
- Лејди Елизабет Бовес-Лајон (касније краљица Елизабета мајка)
- Принцеза Мауд, грофица Саутеск
- Мари Сомерсет, војвоткиња од Бофорта
- Лејди Меј Абел Смит
- Лејди Дијана Бриџман
- Лејди Мери Тин
- Лејди Рејчел Кавендиш
- Лејди Дорис Гордон-Ленок

Принцеза и њен супруг имали су домове у Лондону и Јоркширу. Док је била у Голдсбру Халу, принцеза Мери имала је унутрашње преправке које је урадио архитекта Сидни Китсон, како би одговарала одгоју њеног двоје деце, и подстакла развој формалне садње дугих граница обложених буковом живицом са јужне терасе тражећи четвртину километар низ авенију липа. Лимете су садили њени рођаци док су посећивали Дворану током 1920-их, укључујући њеног оца, краља Џорџа и мајку, краљицу Марију.
Након што је постала грофица Хервуд након смрти свог таста, принцеза Мери преселила се у Харевоод Хоусе и живо се заинтересовала за унутрашњу декорацију и обнову седишта породице Ласелс. У бављењу пољопривредом, принцеза Мери је такође постала стручњак. У децембру 2012. године неке од принцезиних ствари продате су у аукцији која је организована.

## Принцеза Ројал
Дана 6. октобра 1929. Лорд Ласелс, који је по венчању именован витезом, наследио је свог оца као 6. гроф од Хервуда и барон Хервуд. Дана 1. јануара 1932, Џорџ V је изјавио да би његова једина ћерка требало да носи титулу принцезе Ројал, наследивши своју тетку принцезу Луизу која је умрла годину дана раније.
Принцеза Ројал била је посебно блиска са својим најстаријим братом, принцом од Велса, познатим као Дејвид његовој блиској породици, која је касније постао Едвард VIII након смрти њиховог оца 1936. Након кризе абдикације, она и њен супруг отишли су да остану са бившим краљем Едвардом, тада створеним војводом од Виндзора, у замку Ензесфелд код Беча. Касније, у новембру 1947. године, она је наводно одбила да присуствује венчању своје нећакиње, принцезе Елизабете, са поручником Филипом Маунтбатеном, јер војвода од Виндзора није био позван. Она је навела лоше здравље као званични разлог недоласка.
По избијању Другог светског рата, принцеза Ројал постала је главна контролорка, а касније командир контролора Помоћне територијалне службе, преименоване у Женски краљевски корпус војске 1949. У том својству путовала је широм земље, обилазећи њене јединице, као и ратне мензе и друге социјалне организације. После смрти свог млађег брата, војводе од Кента, постала је председница болнице Папворт. Принцеза Ројал постала је главни ваздухопловни командант Краљевске ваздухопловне службе за негу принцезе Мери 1950. године, а почасни чин генерала у британској војсци добила је 1956. године. Такође, 1949. године, 10. пушка Гурка у њену част су преименоване у 10. пушке Гурка принцезе Мери.
Након мужевљеве смрти 1947. године, принцеза је живела у кући Хервуд са старијим сином и његовом породицом. Постала је канцеларка Универзитета у Лидсу 1951. године и наставила да обавља службене дужности у земљи и иностранству. Присуствовала је крунисању краљице Елизабете II  у јуну 1953, а касније је представљала краљицу на прославама независности Замбије 1964. и Тринидада и Тобага 1962. године. Један од њених последњих званичних ангажмана био је представљање краљице на сахрани шведске краљице Луизе почетком марта 1965. Принцеза Ројал посетила је свог брата, војводу од Виндзора (раније краља Едварда VIII), на лондонској клиници марта 1965 док се опорављао од недавне операције ока. Принцеза је такође упознала његову супругу, војвоткињу од Виндзора, што је био један од ретких сусрета војвоткиње са ужом породицом њеног супруга.

## Смрт и наслеђе
Дана 28. марта 1965. принцеза Ројал претрпела је фатални срчани удар током шетње са старијим сином Лордом Хервудом и његовом децом на имању Хервуда. Имала је 67 година. Сахрањена је на породичном гробљу Леселс у цркви Свих светих, Хервуд, након приватне породичне сахране у Јорку. Помен је одржан у Вестминстерској опатији у Лондону.
Шест британских монарха владало је за живота принцезе Марије: Викторија (њена прабака), Едвард VII (њен деда), Џорџ V (њен отац), Едвард VIII и Џорџ VI (њена браћа) и Елизабета II (њена нећакиња). Чланови породице је памте као контроверзну фигуру краљевске породице.